# Carlet roig
El carlet roig, carlet ros, escarlet roig, escarlet vermell o escarlet groc (Hygrophorus nemoreus) és una espècie de bolet agarical de la família de les higroforàcies (Hygrophoraceae), amb les làmines molt separades i gruixudes.

## Descripció
El barret, que mesura de 5 a 8 cm de diàmetre, és convex, una mica més aplanat en madurar i, de vegades, presenta un petit umbó al centre. La superfície és seca, lleugerament vellutada, sobretot vers el centre, i de color groguenc ocraci, més fosc com més proper és al disc central. Les làmines, com en totes les espècies del gènere Hygrophorus, estan molt separades i són gruixudes. Les d'aquesta espècie presenten un color blanquinós i de vegades tonalitats rosades; arriben a la cama i s'hi estenen lleugerament (subdecurrents), l'aresta és llisa i del mateix color. La cama és més pàl·lida que el barret, té forma cilíndrica i mesura 3-5 x 0,5-1,5 cm. A la part superior, la superfície és granulosa i de color blanquinós. La carn també és blanquinosa, groguenca sota la cutícula, i té un sabor agradable. El bolet desprèn una olor fúngica. Les espores són el·lipsoidals, mesuren 5,5-7,5 x 3-4,5 µm i tenen la superfície llisa.

## Hàbitat i distribució geogràfica
Viu principalment en alzinars i rouredes, encara que també pot fer-ho sota d'altres planifolis. Es tracta d'una espècie relativament comuna, la qual es troba a la tardor (entre el setembre i el desembre) i entre 200 i 1.000 m d'altitud. És present a la Gran Bretanya (incloent-hi Irlanda del Nord), Noruega, França i Espanya (Astúries, el Berguedà, la Serralada Litoral Catalana i el Parc Natural del Cadí-Moixeró).

## Confusió amb altres espècies
Es pot confondre amb altres espècies del mateix gènere, com Hygrophorus pseudodiscoideus i Hygrophorus arbustivus, de tons més foscos. Hygrocybe pratensis se'n distingeix pel seu barret (més ataronjat i glabre).

## Observacions
És comestible i es corca fàcilment.